# Marga Klinckenberg
Marga Klinckenberg, auch Marga Lücker oder Marga Hertz-Lücker (* 6. Januar 1894 in Düsseldorf; † 1962), war eine deutsche Grafikerin und Musikerin.

## Leben
Marga Lücker war Schülerin der Kunstgewerbeschule Düsseldorf. Unter dem Namen Marga Hertz-Lücker wurde sie vor allem als Exlibris-Künstlerin bekannt. Sie heiratete den Maler und Bildhauer Max Klinckenberg, den Sohn des Aachener Malers Eugène Klinckenberg. Gemeinsam betrieben sie an der Reichsstraße 59a, im Haus ihrer Mutter Maria Hertz-Lücker, eine Werkstatt. Anfang der 1930er Jahre wechselte Marga von der Grafik zum Musikunterricht des Lautenspiels. Nach dem Zweiten Weltkrieg, bis um 1958, wurde Marga Klinckenberg im Düsseldorfer Adressbuch als Musiklehrerin in der Reichsgasse 6 geführt.